# Wolkenkrabber (puzzel)

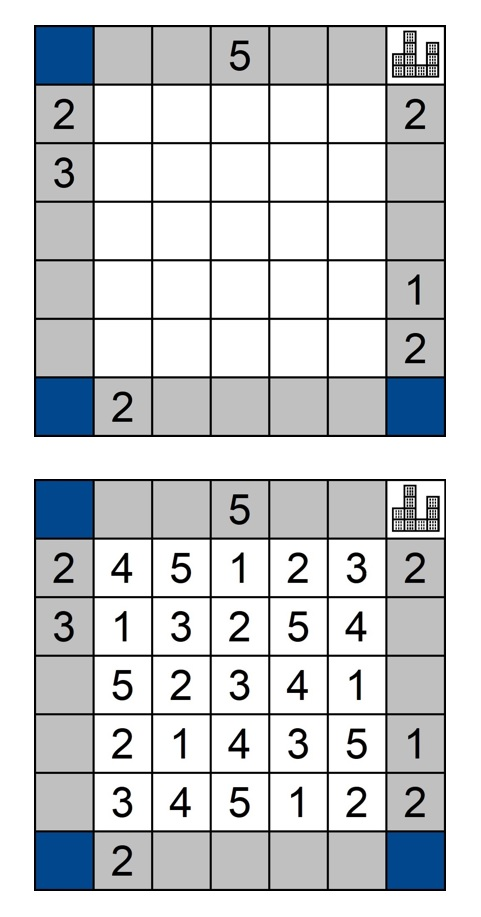
Wolkenkrabber met bijbehorende oplossing

Wolkenkrabbers, ook wel Torens genoemd, behoren tot de logische puzzels.
Elke puzzel bestaat uit een diagram met enkele aanwijzingen langs de zijkanten. (N is de grootte van het diagram NxN). Het doel is om in elk vakje een wolkenkrabber te plaatsen in de vorm van een cijfer van 1 tot N.

## Spelregels
- Elk cijfer in het diagram staat voor de hoogte van een wolkenkrabber. Soms zijn vooraf enkele cijfers ingevuld binnen het diagram.
- In elke rij en kolom komt elk getal precies één keer voor, net als bij Sudoku of Futoshiki.
- De aanwijzingen aan de buitenkant van het diagram geven aan hoeveel gebouwen 'gezien' kunnen worden vanuit die richting.
- Hogere gebouwen blokkeren het zicht op kleinere gebouwen.

## Aanwijzingen
- Veel wolkenkrabberpuzzels bevatten de aanwijzing N. Vanaf die plek zijn alle wolkenkrabbers in die rij of kolom zichtbaar.
- Hoge gebouwen ontnemen het zicht op lagere gebouwen. Als bijvoorbeeld langs een rij wordt gekeken met '1 2 3 4 5', dan moet aan het begin van de rij een 5 staan, omdat geen enkel gebouw door een ander wordt verborgen. Wie daarentegen '1 3 4 5 2' zou zien, zou als oplossing 4 moeten invullen, aangezien er 4 gebouwen te zien zijn (de 5 verbergt de 2).
- Doordat er niet twee wolkenkrabbers met dezelfde hoogte in dezelfde rij of kolom mogen staan, worden sommige mogelijkheden in andere rijen/kolommen uitgesloten.

## Geschiedenis
De puzzelsoort Wolkenkrabbers werd in 1992 bedacht door Masanori Natsuhara. Datzelfde jaar werd de puzzelsoort jaar wereldwijd geïntroduceerd door de Japanese puzzeluitgever Senkai Bunka-sha in de aanloop naar het eerste World Logic Games Championships in New York.
Bekende varianten zijn Parking (bestaand uit een leeg speelbord, met enkel de zichtlijnen) en VuPasVu, waarbij de cijfers juist aangeven welke wolkenkrabbers niet gezien worden.